# Eric A. Havelock
Eric Alfred Havelock (* 3. Juni 1903 in London; † 4. April 1988 in Poughkeepsie, New York) war ein britischer, seit 1955 auch US-amerikanischer Klassischer Philologe und Medientheoretiker, der in Kanada und den USA lehrte.

## Leben
Havelock schloss 1926 sein Studium der klassischen Philologie am Emmanuel College der Universität Cambridge mit dem B.A. ab. 1929 erwarb er ebendort den M.A. Herausragend unter seinen Lehrern war Francis Macdonald Cornford.
Bereits von 1926 bis 1929 war er assistant und associate professor für classics an der Acadia University in Wolfville, Nova Scotia, Kanada. Es folgte eine Anstellung als associate professor für classics am Victoria College der University of Toronto (1929–1947). Nach einer visiting lectureship an der Harvard University (1946–1947) wurde er ebendort associate professor und schließlich Professor für Griechisch und Lateinisch (1947–1963). 1963 wurde er Sterling Professor für classics an der Yale University, bei der er bis zu seiner Emeritierung 1971 blieb.
1953 wurde Havelock in die American Academy of Arts and Sciences gewählt.

## Werk
Eric A. Havelock wird dem Umfeld der so genannten „Kanadischen Medientheorie“ in Tradition von Harold A. Innis und Marshall McLuhan zugerechnet.
Havelock verfasste mit Preface to Plato (1963) eine frühgeschichtliche Genealogie des phonetischen Alphabets, welche die Sichtweise der griechischen Kultur unter dem Aspekt der Kommunikationsgeschichte grundlegend veränderte.
In seinem zweiten Hauptwerk, The Muse Learns to Write (1986), griff er die Ansätze aus dem Preface erneut auf und arbeitete die Studien zur griechischen Schriftrevolution weiter aus.
Sein Werk beeinflusste unter anderem die Forschungen von Walter J. Ong zu Oralität und Literalität.

## Schriften (Auswahl)
- 1986: The Muse Learns to Write. New Haven and London: Yale University Press. – Deutsche Übersetzung: Als die Muse schreiben lernte. Frankfurt am Main 1992; italienische Übersetzung: La musa impara a scrivere. Rom, 1987.
- 1983: The Literate Revolution in Greece and its Cultural Consequences. Princeton: Princeton University Press. – Deutsche Übersetzung: Schriftlichkeit. Das griechische Alphabet als kulturelle Revolution. Mit einer Einleitung von Aleida und Jan Assmann. VCH, Acta Humaniora, Weinheim 1990.
- 1983: Harold A. Innis: A Memoir. Toronto.
- 1978: The Alphabetization of Homer. Communication Arts in the Ancient World. New York: Hastings House (als Herausgeber zusammen mit Jackson P. Hershbell).
- 1976: The Origins of Western Literacy. Toronto. – Französische Übersetzung: Aux origines de la civilisation écrite en Occident. Paris, 1981.
- 1975: The Greek Concept of Justice. Cambridge. – Italienische Übersetzung: Dike: La nascita della coscienza. Rom, 1981.
- 1963: Preface To Plato. A History of the Greek Mind. Cambridge and London: The Belknap Press of Harvard University Press. (englischsprachige Rezension). – Italienische Übersetzung: Cultura orale e civiltà della scrittura. Rom, 1973.
- 1957: The Liberal Temper in Greek Politics. London & New Haven.
- 1950: The Crucifixion of Intellectual Man Incorporating a Fresh Translation into English Verse of the Prometheus Bound of Aeschylus. Boston; Nachdruck unter dem Titel Prometheus, Seattle, 1968.
- 1939: The Lyric Genius of Catullus. Oxford; Nachdruck New York, 1967.